# Ayherre
Ayherre is een gemeente in het Franse departement Pyrénées-Atlantiques (regio Nouvelle-Aquitaine). De plaats maakt deel uit van het arrondissement Bayonne. Ayherre telde op 1 januari 2022 1.133 inwoners.

## Geografie
De oppervlakte van Ayherre bedroeg op 1 januari 2022 27,65 vierkante kilometer; de bevolkingsdichtheid was toen 41 inwoners per km².

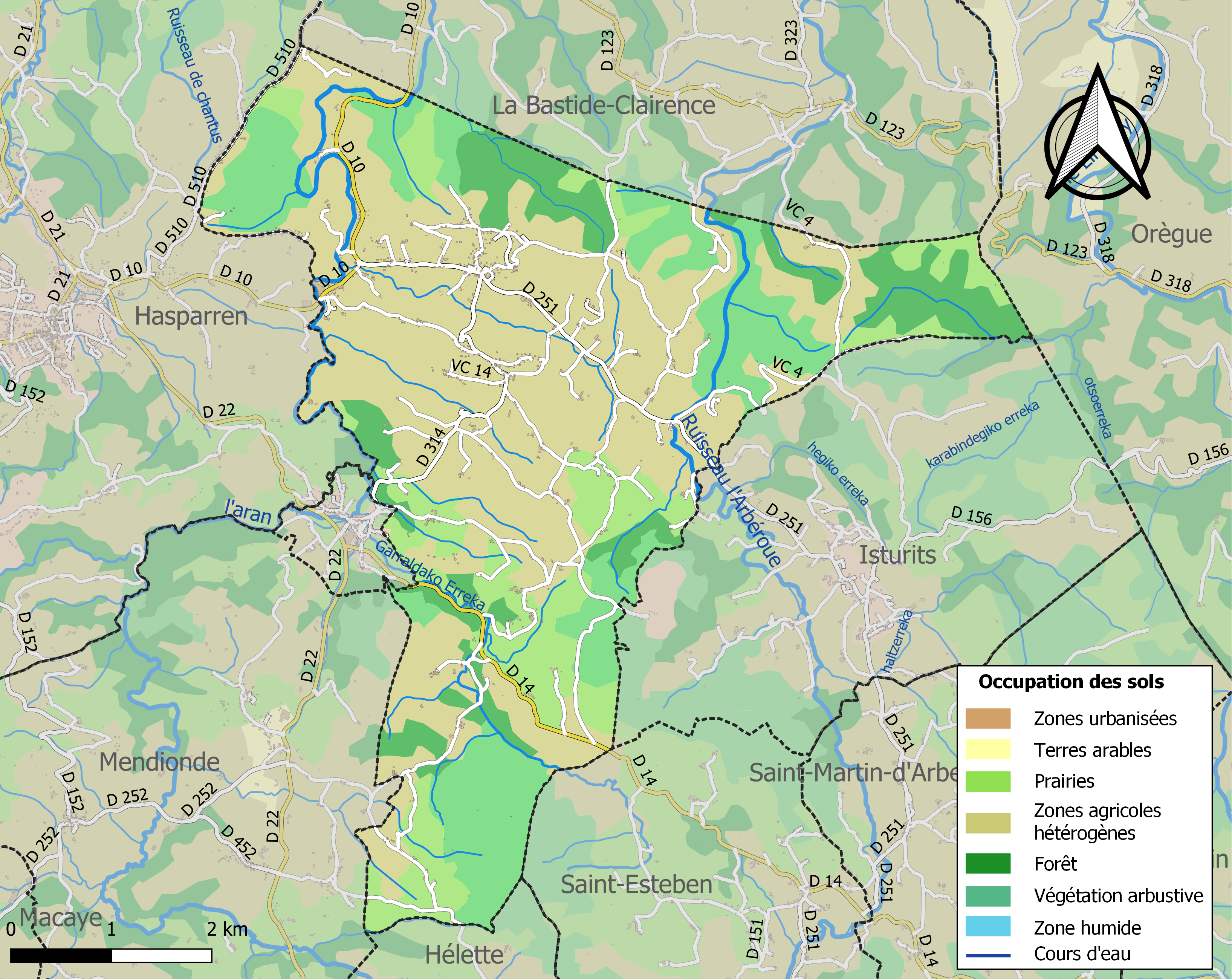
Kaart van de gemeente met belangrijkste infrastructuur, bodemgebruik en omliggende gemeenten

## Demografie
Onderstaande figuur toont het verloop van het inwonertal (bron: INSEE-tellingen).